# Neve (De Grada)
Neve è un dipinto di Raffaele De Grada. Eseguito verso il 1950, appartiene alle collezioni d'arte della Fondazione Cariplo.

## Descrizione
Gli scorci cittadini sono soggetti non frequentissimi nella produzione di De Grada; essi, tuttavia, sono spesso caratterizzati dalla presenza della neve, che se nei paesaggi montani viene usata come elemento di contrasto cromatico e di spiritualizzazione del soggetto, nei dipinti a soggetto urbano è invece inserita in un contesto di pacatezza tonale funzionale ad un'atmosfera lirica e malinconica. Nel dipinto in esame è raffigurato probabilmente uno scorcio milanese nei pressi di via Omboni, dove il pittore visse dal 1930 alla morte.